# Il·lusió d'Ebbinghaus

Els dos cercles del mig en color taronja tenen la mateixa mida però el de la dreta sembla de mida més gran.

La il·lusió d'Ebbinghaus o cercles de Titchener és una il·lusió òptica que afecta la correcta percepció de les mides. Rep el seu nom del descobridor d'aquest fenomen, el psicòleg alemany Hermann Ebbinghaus (1850–1909) i el segon nom amb què és coneguda ve del psicòleg britànic Edward Bradford Titchener, el qual la va comentar el 1901 en un tractat sobre psicologia experimental que va esdevenir un llibre de consulta molt conegut entre estudiants de psicologia. Una de les versions més conegudes de test per detectar aquesta il·lusió és la que es presenta la imatge de dos cercles de mida idèntica, situats l'un al costat de l'altre però un està envoltat de cercles de mida gran i l'altre està envoltat per cercles de mida petita. Com a resultat de la juxtaposició dels cercles, el cercle envoltat d'altres més grossos dona la falsa impressió de ser de mida menor que el que està envoltat per cercles petits.

## Distància i anell
Investigacions posteriors han fet pensar que hi ha dos factors (a més de la juxtaposició) que són els responsables d'aquest engany visual i són: la distància dels cercles respecte del cercle central i el conjunt de cercles que configuren mentalment un anell al voltant del cercle del mig. Aquest segon factor sorgeix de considerar la il·lusió de Delboeuf i la d'Ebbinghaus com un mateix fenomen. Independentment de la mida relativa, si els cercles es troben a prop del cercle del mig, llavors aquest sembla més gros però si els cercles que l'envolten s'allunyen el del mig sembla més petit. Mentre que les variacions en la distància semblen formar un factor actiu en la percepció de la mida relativa, la percepció de la mida de l'anell i la distància a què es troba del cercle del mig és el resultat de la confusió de les dues variables.

## Percepció i acció
La il·lusió d'Ebbinghaus ha estat un dels temes principals en la discussió per decidir si existeixen dues vies separades del processament cerebral de la informació visual: una ruta per la percepció i una altra per l'acció. S'ha argumentat que la il·lusió d'Ebbinghaus només afecta distorsionant la percepció de la mida però no afecta a l'acció. Un estudi fet pel neurocientífic Melvyn A. Goodale va mostrar que, quan a un subjecte se li demana respondre a un model físic (en tres dimensions) de la il·lusió agafant l'objecte del mig, l'angle d'ajustament de l'obertura de la mà per agafar el cercle (es va mesurar la distància entre el dit polze i l'índex) no es veia afectat per cap distorsió de la percepció. Altres estudis, però, han confirmat que existeix una insensibilitat en l'ajustament per agafar el cercle, per tant la il·lusió d'Ebbinghaus si afecta a l'acció. Un tercer treball va concloure que tant l'acció com la percepció estan afectades per aquesta il·lusió òptica.

## Relació amb l'àrea el còrtex visual primari
Les neuroimatges obtingudes en les investigacions fan pensar que hi ha una correlació inversa entre la receptivitat individual en el test d'Ebbinghaus i en il·lusions òptiques similars (per exemple la il·lusió de Ponzo) i la variabilitat de la percepció de la mida en el còrtex visual primari. Les investigacions sobre el desenvolupament de la ment suggereixen que aquesta il·lusió depèn de la sensibilitat en relació al context, la qual es desenvolupa amb l'edat. Quan la prova es va passar a nens entre 7 i 10 anys i es va comparar amb els resultats obtinguts de la prova en alumnes universitaris, es va trobar que la il·lusió enganyava més als adults, els quals tenen major sensibilitat contextual que els nens. Els nens tenen menor precisió (la seva percepció no és tan sensible) que els adults quan el context els aporta informació, però són més precisos quan el context és enganyós. Per tant, això fa pensar que:
- la percepció del contrast de mides no s'ha construït en la ruta ventral sinó que es desenvolupa després
- la baixa sensibilitat notada en autistes (ja que no tenen en compte el context tinguin l'edat que tinguin) no és anterior a la patologia.

L'estudi també va analitzar com afectaven les diferències culturals en la percepció i va concloure que: encara que els adults de la cultura occidental tenen una baixa sensibilitat en relació al context comparats als adults de cultures asiàtiques, si tenen una gran sensibilitat en relació al context comparat amb els nens. En conjunt, aquests resultats revelen una tendència de desenvolupament gradual cap a síntesis del context cada vegada més amplis. L'evolució ha fet que sigui positiu interpretar el que es veu tenint en compte el context, però el preu que es paga a canvi és que, quan el context és enganyós, els adults veuen el món amb menys exactitud que ho feien quan eren nens.